# Heinrich Schönbrunner

Scheibe im Kloster Wettingen mit Wappen von Heinrich Schönbrunner

Heinrich Schönbrunner (* 1498; heimatberechtigt in Zug; † 6. Juni 1537) war ein Zuger Ratsherr, Vogt und Offizier der Familie Schönbrunner. Er gehört zu den zugerischen Geschichtsschreibern.

## Leben und Wirken
Heinrich Schönbrunner war Sohn des gleichnamigen Ratsherrn (Heinrich «der Alte», † 1528) und der Anna Schell. Er heiratete Anna Iten († 1541) und sie bekamen eine Tochter und zwei Söhne. Schönbrunner war von 1528 bis 1536 Ratsherr der Stadt Zug, amtierte wiederholt als Vogt in städtischen Vogteien und war Zuger Standesgesandter. Er stand seit der Schlacht von Marignano oft in kaiserlichen, päpstlichen oder französischen Diensten. Schönbrunners erster Sohn starb jung, der zweite als Säugling.
Um einen Geleitbrief für seine Pilgerfahrt nach Santiago (1531) zu erhalten, besuchte Schönbrunner den Augsburger Reichstag. Er nahm vermutlich als Hauptmann am Kappeler Krieg 1531 teil und geriet in Zürcher Gefangenschaft. Als Landvogt von Baden setzte er 1532–1533 die Religionsklauseln des Zweiten Landfriedens durch. Im Jahr 1533 erhielt Schönbrunner von der Stadt Zug das Schloss St. Andreas in Cham. Es wurde vier Jahre später wegen seiner Verfehlungen zeitweise beschlagnahmt.
Schönbrunner führte Tagebuch und notierte Erlebtes und Gehörtes. Es wurde von seinem Neffen Georg Schönbrunner weitergeführt und ist in einer Abschrift aus dem Jahr 1630 erhalten. Die Schreibart «ist einem Kriegsmann gemäß», «kernhaft, aber ungeschminkt».  Als streitbare Person, machte sich Schönbrunner in Zug und bei den Reformierten viele Feinde. Im Jahr 1528 stahl er Beatushöhlen Reliquien des heiligen Beat, da die Berner diese vernichten wollten. Georg Schönbrunner war im Hause seines Onkels in der Untergasse aufgewachsen und wurde auch Erbe des Schlosses.
Unter den Wappenscheiben des Klosters Wettingen befindet sich ein auf 1532 datiertes Wappenscheibenpaar, das dessen Stifter Heinrich Schönbrunner und seiner Ehefrau Anna Iten gewidmet ist. Auf Schönbrunners Scheibe ist neben seinem Wappen stellvertretend Jakobus der Ältere abgebildet, womit an die Pilgerfahrt erinnert wird, die Schönbrunner nach Santiago de Compostela unternahm. Der Kunsthistoriker Hans Lehmann hielt den aus Zürich stammenden Glasmaler Oswald Suler für den Erschaffer der Scheiben, was aber nur eine Vermutung ist.

## Chronisten aus Zug
- Werner Steiner, verschiedene Werke
- Kaspar Suter, Schweizer und Zuger Chroniken

## Belege
1. 1 2 3  Renato Morosoli: Heinrich Schönbrunner. In: Historisches Lexikon der Schweiz.  27. Juni 2022.
2. 1 2  Rudolf Hess: Heinrich Schönbrunner 1498–1537. S. 72.
3. ↑  Rudolf Hess: Heinrich Schönbrunner 1498–1537. S. 74–77.
4. ↑  Bernhard Anderes: Die Glasgemälde im Kloster Wettingen. Baden-Verlag, Baden-Schweiz 1989, ISBN 3-85545-031-5, S. 251.

| Personendaten    | Personendaten                     |
| ---------------- | --------------------------------- |
| NAME             | Schönbrunner, Heinrich            |
| KURZBESCHREIBUNG | Zuger Ratsherr, Vogt und Offizier |
| GEBURTSDATUM     | 1498                              |
| STERBEDATUM      | 6. Juni 1537                      |